# Benke József (történész)
Benke József (Újvárfalva, 1937. szeptember 18. –), magyar történész, az arabisztika kutatója, egyetemi docens.

## Életpályája
Kaposváron érettségizett 1956-ban. Az ELTE-n történelem-magyar-francia szakon végzett 1961-ben, majd doktorált 1965-ben. A történettudomány kandidátusa fokozatot 1973-ban szerezte meg. Nizzában szerzett az Európai Unióban munkavállalásra jogosító postuniversitaire diplomát 1969-1970-ben. 1971-ben három-három hónapot töltött Damaszkuszban, majd 1973-ban Brüsszelben.  A pécsi  JPTE ÁJTK Marxizmus-Leninizmus Tanszék tanársegéde (1961-1963), a POTE Marxizmus-Leninizmus Tanszék tanársegéde (1963–1973), adjunktusa, docense (1973–1989).  A POTE-n 1992 szeptember 17-én nyílt meg az általa létrehozott Egyetemtörténeti Gyűjtemény Orvoskari Múzeuma. 2000-ben hozta létre a Király utca 19. sz. alatti Vasváry házban a Pécsi Tudományegyetem egyetemtörténeti múzeumát.  Kezdetben agrártörténettel foglalkozott. A szocialista agrárviszonyok kialakulását és fejlődését vizsgálta. Utóbb érdeklődése a közel-keleti térség nemzetiségi viszonyai felé fordult. Nemzetközileg is jelentős arabisztikai tevékenysége, vizsgálta az arab és a zsidó nemzettudat kialakulását, fejlődését, feldolgozta az arab országok történetét. Mintegy 60 nagyobb terjedelmű tanulmánya jelent meg magyar és idegen nyelven országos, akadémiai és külföldi folyóiratokban.

## Főbb könyvei
- Demokratikus és szocialista átalakulás Somogyban. Kandidátusi értekezés is. Pécs, 1974

- Egy magyar szocialista mezőgazdasági nagyüzem története. Barcs, 1987

- Ígéretek földje (a "független" Libanon négy évtizede) Magvető Könyvkiadó, Budapest, 1987

- Az arabok története. Kossuth Könyvkiadó, Budapest, 1987

- A babócsai Határőr Termelőszövetkezet története. Pécs, 1988

- Fényes Ösvény, Szürke Farkasok, Fekete Szeptember. (gyorsuló idő) Magvető Könyvkiadó, Budapest, 1989

- A Pécsi Orvostudományi Egyetem története. Pécsi Egyetemi Könyvkiadó, 1992

- Arab kalifák. A világtörténelem nagy alakjai. Kossuth Könyvkiadó, Budapest, 1994

- A 800 éves magyar orvosképzés. (szerkesztő: Benke József) POTE Pécs, 1996.

- Az arab országok története I-II-III. 1996, 1997

- Az Erzsébet Tudományegyetem rektorai és dékánjai. Pécs, 1998

- Egyetemünk története. Alexandra, Pécs, 2000.

- Kis arcképcsarnok. POTE Pécs, 2000

- Egyetemünk a Kárpát-medencében. Alexandra Kiadó, 2002

- 85 éves a Pathológiai Intézet, PTE. 2003

- Az arab országok története III. Alexandra Kiadó-Kairosz Kiadó. Pécs, 2003

- Az ó- és középkor egyetemei. Hét Krajcár Kiadó, Budapest, 2007

- Az orvostudomány története. Medicina Könyvkiadó Zrt., Budapest, 2007

- Medicina a képzőművészetekben. Medicina Könyvkiadó Zrt., Budapest, 2010

- Arab kalifák. Kossuth Kiadó, Budapest, 2014

## Kitüntetései
- Felsőoktatás Kiváló Dolgozója (1986)
- Pro Universitate (1993)
- Magyar Köztársasági Arany Érdemkereszt (2010)